# Walkopfartige
Die Einteilung der Lebewesen in Systematiken ist kontinuierlicher Gegenstand der Forschung. So existieren neben- und nacheinander verschiedene systematische Klassifikationen. 
Das hier behandelte Taxon ist durch neue Forschungen obsolet geworden oder ist aus anderen Gründen nicht Teil der in der deutschsprachigen Wikipedia dargestellten Systematik.
Die Walkopfartigen (Cetomimoidea bzw. Cetomimiformes) sind eine Überfamilie bzw. Ordnung mariner Tiefseefische. Sie leben in der Tiefsee aller tropischen und gemäßigten Meere. Man hat sie in Tiefen von über 3.500 Metern nachgewiesen. Das Taxon ist paraphyletisch. In der jüngsten Revision der Knochenfischsystematik wird es nicht mehr verwendet und die den Walkopfartigen zugeordneten Familien in die Ordnung der Schleimkopfartigen (Beryciformes) gestellt, die erst dadurch monophyletisch wird.

## Merkmale
Die Tiere zeichnen sich durch winzige Augen, eine gut entwickelte Seitenlinie und ein großes Maul aus. Sie haben die Hartstrahlen der Rückenflosse komplett verloren und auch keine Schwimmblase. Einige Arten haben Leuchtorgane. Die größten Arten erreichen eine Länge von 40 Zentimeter, die meisten werden aber nur halb so lang.
Wie viele Tiefsee-Anglerfische haben die Walkopfartigen einen ausgeprägten Sexualdimorphismus. Während die Männchen maximal 3,5 Zentimeter groß werden, können Weibchen die zehnfache Größe erreichen.

## Familien
- Gibberichthyidae

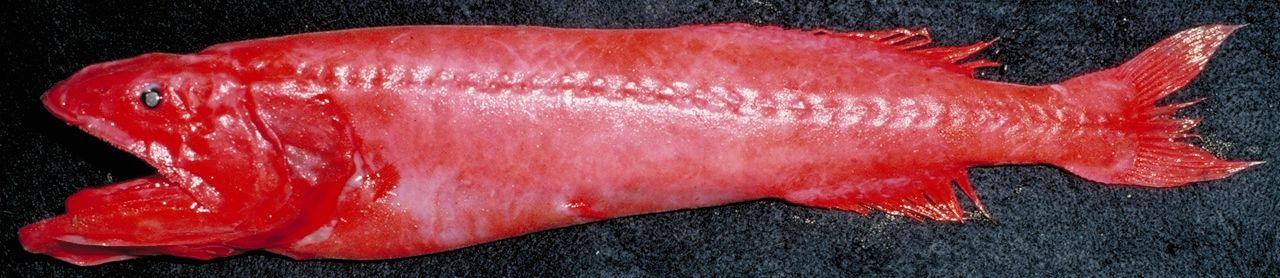
Barbourisia rufa

- Rotmäulige Walkopffische (Rondeletiidae)
- Barbourisiidae
- Walköpfe (Cetomimidae) inklusive Mirapinnidae und Megalomycteridae.